# Страх высоты (фильм, 1977)
«Страх высоты» (англ. High Anxiety) — кинофильм. Пародия на такие триллеры Альфреда Хичкока, как «Головокружение», «В случае убийства набирайте «М»», «Психоз», «Птицы», «39 ступеней» и другие.

## Сюжет
Доктор Ричард Торндайк — новый руководитель психоневрологической клиники. Приступив к работе, он вскоре обнаруживает, что в заведении происходит нечто странное, связанное как с персоналом, так и с пациентами. Чтобы разобраться во всех загадках, доктору нужно преодолеть свои собственные неврозы и боязнь высоты.

## В ролях
- Мел Брукс — доктор Ричард Торндайк
- Мэдлин Кан — Виктория Брисбейн
- Клорис Личмен — сестра Шарлотта Дизель
- Харви Корман — доктор Чарльз Монтагю
- Чарли Каллас — Артур Брисбен
- Рон Кэри — Брофи
- Барри Левинсон — Деннис
- Ховард Моррис — профессор Лилломан
- Дик Ван Пэттен — доктор Филип Уэнтворт
- Рон Кларк[англ.] — Закари Картрайт III
- Ли Делано — Нортон
- Ричард Стал — доктор Бакстер
- Даррел Цверлинг — доктор Экхардт
- Альберт Уитлок — Артур Брисбейн
- Арнольд Соболофф — доктор Колбёрн
- Беатрис Колен — служанка

## Награды и номинации
Полный перечень наград и номинаций — на сайте IMDB.
| Премия         | Категория                                 | Имя       | Результат |
| -------------- | ----------------------------------------- | --------- | --------- |
| Золотой глобус | Лучший фильм — комедия или мюзикл         |           | Номинация |
| Золотой глобус | Лучшая мужская роль в комедии или мюзикле | Мел Брукс | Номинация |